# Tarnaméra
Tarnaméra es un pueblo (község) en el condado de Heves, región del norte de Hungría, Hungría.

## Historia
El pueblo recibió el nombre de Tarnaméra el siglo pasado. Fue mencionado por primera vez por escrito en 1365 como Myra, luego Méra, y recibió otros nombres como Vakméra o Szentmártonméra, entre otros, hasta que la familia Almás recuperó el nombre de Méra.
Desde la fundación de Tarnaméra (alrededor del siglo XIV) hasta 1701, varias familias nobles fueron propietarias de las tierras, y a partir de 1701, la familia Almás se convirtió en propietaria durante unos 200 años. Previamente, en 1687, el asentamiento fue destruido y quedó deshabitado. Sin embargo, la dinastía lo reconstruyó y lo repobló. Posteriormente, en 1705, los Labanci lo destruyeron de nuevo. No obstante, la familia Almás comenzó a reasentarse de nuevo en 1711, por lo que cada vez más gente se mudó aquí. Según los censos fiscales, entre 25 y 30 familias campesinas húngaras vivían en el pueblo, en las propiedades de varias familias nobles.